# Pavel Richtr
Pavel Richtr (* 1942 in Slaný) ist ein tschechischer zeitgenössischer Maler, Grafiker und Dozent für freie Kunst.

## Leben
In seiner Jugend musste Richtr Passagen in Schulbüchern schwärzen, um „kapitalistische Gedanken“ aus ihnen zu eliminieren. Dieses Erlebnis prägte sich in ihm ein und beeinflusste seinen weiteren künstlerischen Lebensweg, so wurde die Arbeit mit Schrift, die Auseinandersetzung mit Konstruktion und De-Konstruktion des Wortes, ein entscheidendes Element seiner Arbeit. Richtr studierte von 1963 bis 1965 an der Akademie der Bildenden Künste, Prag. Er war neben seiner bildenden Kunst auch als Autor, Schriftsteller und Dramaturg tätig, aber verzichtete auf Veröffentlichung, da er die staatliche Zensur fürchtete. 1969, nach dem Prager Frühling, bekam er die Erlaubnis, in die Bundesrepublik Deutschland auszureisen und arbeitete fortan dort als freischaffender Maler und Grafiker.
1984 gewann er ein Stipendium der Künstlerhäuser Worpswede und 1985 einen ersten Preis für Malerei in Cádiz. 1994 erhielt er einen Lehrauftrag der Leuphana Universität Lüneburg für den Fachbereich Kulturwissenschaften. Neben seiner lehrenden Tätigkeit ist er weiterhin als freier Künstler aktiv.
Seine Arbeiten befinden sich unter anderem in den Sammlungen der Nationalgalerie Prag, Staatsbibliothek und Museum des Schrifttums Strahov, Sammlung Falckenberg, Städtische Sammlungen der Stadt Klatovy, Leuphana Universität Lüneburg, Museum Villa Haiss. 2011 erfolgte eine Voraufnahme eines Teil-Nachlasses in das Forum für Künstlernachlässe. Richtr lebt in Hamburg und Prag.

## Künstlerische Richtung
Richtrs Hauptaugenmerk ist die Skripturale Kunst, er verbindet also das geschriebene Wort mit einer freien malerischen Darstellung, die der Wirkung des wörtlichen Inhaltes manchmal auch entgegenstehen kann. Er verformt die Texte, überhöht oder dämpft die kalligraphische Wiedergabe und untersucht auf diese Weise die Wirkung des abgebildeten mit den verstandenen Wort. Die Skripturale Kunst ist eng verwandt mit der Schriftmalerei und dem Graffiti, ist aber im Gegensatz zu ersterem nicht kunsthandwerklich und zu letzterem nicht popkulturell ausgerichtet, sondern vorwiegend in die Richtung des Abstrakten Expressionismus einzuordnen.